# 香港特別行政區全國人大代表香港特別行政區全國政協委員及有關全國性團體代表界
香港特別行政區全國人大代表、香港特別行政區全國政協委員及有關全國性團體代表界功能界別，簡稱港區人大、政協及有關全國性團體代表界，是香港立法會選舉功能界別之一，這個界別於2021年香港立法會選舉設立。自2021年香港政治制度改革後，全国人大常委会在立法會功能組別議席新增此界別。

## 選民組成
本功能界別由個人組成。合資格選民為以下身分的香港合資格選民: 
- 全國人民代表大會香港特別行政區代表；
- 中國人民政治協商會議全國委員會香港特別行政區委員；
- 全國婦聯香港特別行政區特邀代表；
- 全國工商聯香港特別行政區執委；
- 全國僑聯香港特別行政區委員；
- 全國青聯香港特別行政區委員；
- 海聯會香港特別行政區理事。

## 歷任議員
| 上任日期     | 議員 | 政治聯繫 |
| ------------ | ---- | -------- |
| 2022年1月1日 | 陳勇 | 民建聯   |

## 選舉結果

### 2021年
| 政党 | 政党                | 候选人      | 票数 | %      | ± |
| ---- | ------------------- | ----------- | ---- | ------ | - |
|      | 民建聯/新界社團聯會 | ZN1. 陳勇   | 432  | 70.94% |   |
|      | 獨立                | ZN2. 謝曉虹 | 177  | 29.06% |   |